# أحمد زاهر
أحمد زاهر (27 أبريل 1975 -)، ممثل مصري.

## عن حياته
التحق بكلية التجارة، إلا أنه تركها في سنته الدراسية الثالثة؛ من أجل الالتحاق في «المعهد العالي للفنون المسرحية» وتخرج منه، وبدأ مشواره الفني من خلال مشهد صغير في مسلسل ذئاب الجبل وهو لا يزال يدرس بالمرحلة الثانوية، كانت بدايته الحقيقة من خلال مسلسل الرجل الآخر الذي قدم في نهاية تسعينات القرن العشرين.

### مرضه
ابتعد عن الفن لسنوات بعد إصابته بمرض نادر بالغدة الدرقية واكتشافه له بالصدفة. وأخبره الأطباء بعد ذلك أنه بعد شهرين تقريبًا من الممكن أن يحدث تلف في المخ يؤدي إلى وفاته، لكن بعد العلاج ظهر في برنامج على قناة الحياة وفي لقاء مع مجلة لها صرح فيهما باسم المرض ومعاناته معه.

## أعماله الفنية

### الأفلام
- 1999: نور ونار
- 2000: بلية ودماغه العالية هاني الزنانيري
- 2001: رانديفو أمجد
- 2003: كلم ماما سيد
- 2004: عريس من جهة أمنية متقدم لخطبة حبيبة
- 2008: سيد الآس سيد الآس
- 2008: كابتن هيما حسام
- 2010: محترم إلا ربع[3]
- 2012: برتيتا الدكتور/ رؤوف
- 2013: فبراير الأسود المستشار/ عادل
- 2013: كلبي دليلي[4] آدم
- 2017: هروب اضطراري محمود أحمد زهران - شاهد الزور
- 2018: البدلة بشخصيته الحقيقية
- 2020: زنزانة 7 حربي الكومي
- 2022: فارس فارس مصطفى النمر - عامل البنزينة

### المسلسلات
- 1993: ذئاب الجبل
- 1994: أيام المنيرة
- 1995: الفرسان من جند لويس التاسع
- 1995: الخروج من المأزق
- 1996: بريق في السحاب
- 1997: هارون الرشيد
- 1997: بحار الغربة
- 1997: الحب في امتحان
- 1997: التوأم
- 1998: وادي فيران ديفيد
- 1998: جواز على ورق سوليفان
- 1998: القلب يخطئ أحيانا
- 1999: وبعد الظلام تشرق الشمس
- 1999: دفتر مواعيد
- 1999: خلف الأبواب المغلقة
- 1999: أم كلثوم
- 1999: الرجل الآخر حازم مختار العزيزي
- 1999: الجذور
- 1999: أحلام مؤجلة
- 2000: حلم العمر
- 2000: حديقة الشر إيهاب
- 2000: أمشير سامح مراد - يحيى عويس
- 2000: السفينة والربان إبن يوسف شعبان و نهال عنبر
- 2001: للعدالة وجوه كثيرة نسيم ابن دولت
- 2001: عش العصفور
- 2001: حارة الطبلاوي شكري بيومي
- 2001: حديث الصباح والمساء أحمد
- 2002: العصيان (ج1) رأفت عاصم الغرباوي
- 2003: العصيان (ج2) رأفت عاصم الغرباوي
- 2003: الحقيقة والسراب حسام
- 2004: مصر الجديدة الخديوي/ عباس
- 2004: لقاء على الهواء شريف
- 2004: شموع الحب
- 2004: القرار الأخير
- 2004: الحب والعنف
- 2004: الجانب الآخر من الشاطئ
- 2004: أصحاب المقام الرفيع رامي المنسترلي
- 2005: عبد الحميد أكاديمي
- 2005: السلمانية معتز
- 2005: الرقص مع الزهور عابر صلاح الدين
- 2005: أحلام في البوابة ضيف شرف
- 2006: الحب بعد المداولة
- 2007: لحظات حرجة
- 2007: قيود من نار
- 2007: حق مشروع عاطف
- 2008: جدار القلب
- 2008: العيادة (ج1)
- 2008: أغلى الناس
- 2009: أحلام نبيلة
- 2010: بيت العيلة (ج2)
- 2010: برة الدنيا حسام
- 2011: في حضرة الغياب
- 2011: آدم المقدم/ هشام مدكور
- 2012: بنات العيلة مدحت
- 2013: الصقر شاهين
- 2013: حكاية حياة يوسف
- 2014: كلام على ورق فرج شبل
- 2014: أنا عشقت أكرم البدري
- 2015: علاقات خاصة حسام سلامة
- 2015: أرض النعام
- 2016: مدرسة الحب يوسف
- 2017: الطوفان عمر
- 2017: الحالة ج
- 2017: اختيار إجباري آدم
- 2018: رحيم ماجد محسن (ميجو الوحش)
- 2019: ولد الغلابة جمال لبة
- 2020: البرنس فتحي البرنس
- 2020: لؤلؤ طارق نصار
- 2021: في بيتنا روبوت
- 2021: ورا كل باب ج 2 يحيى أبو المجد (حكاية كدبة كبيرة)
- 2022: سوشيال شهاب الدريني
- 2024: محارب حسام الجيوشي
- 2024: نعمة الأفوكاتو صلاح
- مسلسل سيد الناس رمضان 2025

### المسرحيات
- 1994: الواد غراب والقمر
- 1995: دستور يا أسيادنا
- 1996: يا طالع الشجرة
- 1997: وداعا يا بكوات
- 1999: الأيام المخمورة
- 2001: إدلعي يا دوسة
- 2004: ليالي الأزبكيه
- 2021: عيلة لاسعة جدا

### المسلسلات الإذاعية
- 2010: الهروب للجحيم
- 2011: حدث في بيت القاضي

### البرامج
- 2014: شط بحر الهوى
- 2014: أحلى مسا
- 2020: خلي بالك من فيفي

### الرسوم المتحركة
- 2005: داني الشبح (دبلجة)

## وصلات خارجية
- أحمد زاهر على موقع IMDb (الإنجليزية)
- أحمد زاهر على موقع الدهليز
- أحمد زاهر على موقع قاعدة بيانات الأفلام العربية
- أحمد زاهر على موقع قاعدة بيانات الفيلم (الإنجليزية)